# Franjo Wölfl
Franjo Wölfl altresì noto come Franjo Velfl (Zagabria, 18 maggio 1918 – Zagabria, 8 luglio 1987) è stato un allenatore di calcio e calciatore jugoslavo, di ruolo attaccante.

## Carriera
In carriera ha vinto la medaglia d'argento ai Giochi olimpici di Londra 1948.

## Palmarès

### Giocatore

#### Club
- Campionato jugoslavo: 2

Građanski Zagabria: 1939-1940
Dinamo Zagabria: 1947-1948
- Coppa di Jugoslavia: 1

Dinamo Zagabria: 1951

#### Nazionale
- Argento olimpico: 1

Londra 1948

#### Individuale
- Capocannoniere della Prva Liga: 2

1946-1947 (28 gol), 1947-1948 (22 gol)